# Le Gang des champions
Pour plus de détails, voir Fiche technique et Distribution.
Le Gang des champions (The Sandlot, au Québec : Petit Champ) est un film américain réalisé par David Mickey Evans, sorti en 1993.

## Synopsis
Scotty Smalls vient d'aménager en ville. Les enfants du quartier le considèrent comme une véritable andouille. Il ne sait même pas jeter une balle de base-ball ! Mais les choses ne tarderont pas à changer lorsque Scotty se joindra à eux sur le terrain de sport…

## Fiche technique
- Titre original : The Sandlot
- Titre français : Le Gang des champions
- Réalisation : David Mickey Evans
- Scénario :  David Mickey Evans et Robert Gunter
- Photographie : Anthony B. Richmond
- Montage : Michael A. Stevenson
- Musique : David Newman
- Pays d'origine : États-Unis
- Genre : comédie
- Durée : 101 minutes
- Date de sortie : 1993

## Distribution
- Tom Guiry (en) (V.Q : Sebastien Thouney) : Scotty Smalls
- Mike Vitar (V.Q : Jacques Lussier) : Benjamin Franklin Rodriguez
- Art LaFleur (V.Q : Jacques Lavallée) : The Babe
- Patrick Renna : Hamilton 'Ham' Porter
- Chauncey Leopardi (V.Q : Patrick Duplat) : Michael 'Squints' Palledorous
- Marty York (V.Q : Etienne Godin) : Alan 'Yeah-Yeah' McClennan
- Brandon Quintin Adams (V.Q : Simon Henault) : Kenny DeNunez
- Grant Gelt (V.Q : Guillaume Sabouret) : Bertram Grover Weeks
- Shane Obedzinski (V.Q : Inti Chauveau) : Tommy 'Repeat' Timmons
- Victor DiMattia : Timmy Timmons
- Denis Leary (V.Q : Jean-Luc Montminy) : Bill
- Karen Allen (V.Q : Élise Bertrand) : Mom
- James Earl Jones (V.Q : Victor Desy) : Mr. Mertle
- Marley Shelton : Wendy
- Wil Horneff : Phillips
- Maury Wills : Coach